# Ersilio Tonini
Ersilio Tonini, né le 20 juillet 1914 à Centovera di San Giorgio Piacentino, dans la province de Plaisance en Émilie-Romagne, et mort le 28 juillet 2013 à Ravenne est un cardinal italien.

## Biographie

### Prêtre
Ersilio Tonini est ordonné prêtre le 18 avril 1937 pour le diocèse de Piacenza.
Après avoir été vice-recteur du séminaire diocésain, il part à Rome poursuivre ses études en droit canon à l'Université pontificale du Latran.
De retour dans son diocèse, il enseigne au séminaire tout en s'engageant dans les communications sociales comme éditeur de l'hebdomadaire diocésain Il nuovo giornale.

### Évêque
Nommé évêque de Macerata et Tolentino le 28 avril 1969, il est consacré le 2 juin suivant.
Le 22 novembre 1975, il devient archevêque de Ravenne-Cervia, charge qu'il assume pendant quinze ans, jusqu'au 27 octobre 1990, date à laquelle il se retire avec le titre d'archevêque émérite.

### Cardinal
Il est créé cardinal par le pape Jean-Paul II lors du consistoire du 26 novembre 1994 avec le titre de cardinal-prêtre de SS. Redentore a Val Melaina hébergé dans l'église homonyme. Ayant déjà dépassé la limite d'âge lors de sa création, il ne peut pas prendre part aux votes des conclaves de 2005 (élection de Benoît XVI) et de 2013 (élection de François).
Au décès du cardinal Paul Augustin Mayer le 30 avril 2010, il devient le cardinal le plus âgé du collège cardinalice jusqu'à sa propre disparition le 28 juillet 2013. Il venait de fêter ses 99 ans 8 jours plus tôt. Fiorenzo Angelini lui succède comme cardinal le plus âgé.